# Epimecis dendraria
Epimecis dendraria là một loài bướm đêm trong họ Geometridae.